# ستيف جابلونسكي
ستيف جابلونسكي (بالإنجليزية: Steve Jablonsky)‏ مواليد 9 أكتوبر 1970، هو ملحن أمريكي بدأ مسيرته الفنية عام 1997.

## أعمال

### أفلام
- ناطحة سحاب
- مجزرة منشار تكساس
- ربات بيوت يائسات
- ذا آيلاند
- رعب إيميتيفيل
- المتحولون
- المتحولون: ثأر الهاوي
- يوم الجمعة الثالث عشر
- كابوس في شارع إلم
- المتحولون: الجانب المظلم للقمر
- سفينة حربية

### تلفاز
- ربات بيوت يائسات

### ألعاب فيديو
- ميتال غير سوليد 2: سنز أوف لبرتي
- جيرز أوف وور 3
- برنس أوف بيرشيا: ذا فورجتن ساندز
- جيرز أوف وور: ججمينت